# 久邇邦昭
久邇邦昭（くに くにあき，1929年3月25日—）是久邇宮第3代当主久邇宮朝融王（久邇朝融）長子，現任久邇家當主，為皇族時稱久邇宮邦昭王（
くにのみやくにあきおう）。

## 簡歷
1929年（昭和四年）3月25日在東京府東京市出生，1935年（昭和十年）4月進入學習院初等科，二次大戰時進入海軍兵學校，未及畢業大戰結束。1947年（昭和22年）因皇籍離脫改名久邇邦昭，1951年（昭和二十六年）3月在學習院大學政治經濟學部畢業成為川崎汽船的董事。
退任董事後，曾擔任伊勢神宮大宮司（1990年－2001年）、神社本廳總理（2001年－2011年）及霞會館理事長（1991年－2007年），並為日本會議的顧問。
於伊勢神宮大宮司就任期間為研究日本雅樂而入讀武藏野音樂大学至畢業。

## 家庭
其祖父久邇宮邦彥王與伏見宮博恭王同輩；曾祖父久邇宮朝彥親王，與德川慶喜、伏見宮貞愛親王、島津忠義同輩。他也是上皇明仁的表兄弟、昭和天皇和香淳皇后的外甥。
- 父：久邇宮朝融王
- 母：妃知子女王
- 兄弟：正子 - 朝子 - 邦昭 - 通子 - 英子 - 朝建 - 典子 - 朝宏
- 妻：弘世正子（弘世現三女）
- 子：
  - 朝尊（1959年－）
  - 邦晴（1961年－）
  - 晃子（1963年－）